# 孟连小姬蛙
孟连小姬蛙（学名：Micryletta menglienica）为姬蛙科小姬蛙属的两栖动物，是中国的特有物种。分布于云南等地，多栖息于潮湿的枯树叶下。其生存的海拔为1040米。该物种的模式产地在云南孟连。

## 分类变动
本种最初发现时被归入细狭口蛙属（Kalophrynus）。2020年，费梁经形态学鉴定将其归为小姬蛙属，但未提供具体数据。2021年研究人员基于16S分子数据对本种的分类地位进行了重新评估。系统发育分析表明，所有新采集的标本都嵌入小姬蛙属中，而不是细狭口蛙属，且与海南小姬蛙（M. immaculata）形成具有高支持率的姐妹群。结合形态特征支持本种转移到小姬蛙属的分类变动，并将其拉丁名改为 Micryletta menglienica (Yang and Su, 1980)，中文名改为“孟连小姬蛙”。